# 米蘭-利納特機場
米蘭-利納特機場（義大利語：Aeroporto di Milano-Linate）是意大利米蘭三大機場之一。主要用於國內和短途國際航班（所有國際航班的目的地僅限於歐洲境內），至2017年有将近9,548,363名乘客

## 事故
- 2001年10月8日，北歐航空的一架MD-87在執行SK686號班機準備起飛時與一架公務機相撞，兩架飛機上共114人全部遇難，地面亦有4人死亡。

## 參閱
1. 1 2  .   [2013-10-08]. （原始内容存档于2018-06-12）.
2. 1 2  .   [2013-10-08]. （原始内容存档于2020-02-22）.